# The Artist
The Artist és una pel·lícula muda francesa del 2011 escrita i dirigida per Michel Hazanavicius. Completament en blanc i negre, la cinta és un homenatge al cinema mut americà dels anys 20, ja que narra el declivi d'un actor de Hollywood i el progressiu èxit d'una jove estrella mentre s'introdueix el cinema sonor a la pantalla gran. L'argument recorda la veritable història de John Gilbert i Greta Garbo.

## Argument
Al Hollywood del 1927, George Valentin (Jean Dujardin) és un actor famós mentre que Peppy Miller (Bérénice Bejo) és només una simple extra de pel·lícules. L'arribada del cinema sonor canviarà les seves vides. Ell, que anteriorment havia gaudit de popularitat, caurà en l'oblit, mentre que ella esdevindrà una autèntica estrella cinematogràfica. Les seves relacions personals també es veuran afectades per aquest intercanvi de fortunes.

## Producció
Encara que està en blanc i negre, la pel·lícula va ser filmada en color Per donar-li un aspecte que recorda les pel·lícules mudes dels anys 20 va ser rodat amb una freqüència més baixa de la freqüència dels fotogrames per segon, 22 en lloc dels habituals 24. El rodatge va durar 35 dies i es va dur a terme tot a Los Angeles El pressupost de la pel·lícula va ser d'aproximadament 14 milions de dòlars.

## Distribució
La pel·lícula es va estrenar al Festival de Canes de 2011 el 15 de maig de 2011. A les sales de cinema franceses va ser estrenada el 12 d'octubre a cura de la Warner Bros France. La The Weinstein Company va guanyar els drets per a la seva distribució en els Estats Units, on es va estrenar el 25 de novembre, al Regne Unit i Austràlia. A Itàlia la pel·lícula va ser distribuïda per BIM Distribution el 9 de desembre. Després del triomf dels Oscar BIM ha decidit redistribuir la pel·lícula amb 115 còpies, a partir del 2 de març de 2012

## Recaptació
El 27 de maig de 2012, la pel·lícula va recaptar 44.585.292 Dòlars EUA als EUA i 133.346.466 a nivell mundial

## Al voltant de la pel·lícula
Aquesta és la primera pel·lícula amb una relació d'aspecte (imatge) de 1.33:1 que va guanyar l'Oscar a la millor pel·lícula després de Marty, la vida d'un tímid als Oscar 1956. També, des de l'edició del 1929 que una pel·lícula muda no guanyava el premi.
El rodatge a casa de Peppy Miller es va dur a terme en la que va ser la residència de l'actriu Mary Pickford.

## Repartiment
| Intèrpret      | Personatge      |
| -------------- | --------------- |
| Jean Dujardin  | George Valentin |
| Bérénice Bejo  | Peppy Miller    |
| John Goodman   | Al Zimmer       |
| James Cromwell | Clifton         |

## Premis i nominacions
| Any  | Festival                                  | Categoria                          | Persona/es                                 | Resultat  |
| ---- | ----------------------------------------- | ---------------------------------- | ------------------------------------------ | --------- |
| 2011 | Festival Internacional de Cinema de Canes | Palma d'Or                         |                                            | Nominat   |
| 2011 | Festival Internacional de Cinema de Canes | Millor actor                       | Jean Dujardin                              | Guanyador |
| 2012 | Premis Oscar                              | Millor pel·lícula                  |                                            | Guanyador |
| 2012 | Premis Oscar                              | Millor director                    | Michel Hazanavicius                        | Guanyador |
| 2012 | Premis Oscar                              | Millor actor                       | Jean Dujardin                              | Guanyador |
| 2012 | Premis Oscar                              | Millor actriu secundària           | Bérénice Bejo                              | Nominada  |
| 2012 | Premis Oscar                              | Millor guió original               | Michel Hazanavicius                        | Nominat   |
| 2012 | Premis Oscar                              | Millor fotografia                  | Guillaume Schiffman                        | Nominat   |
| 2012 | Premis Oscar                              | Millor música original             | Ludovic Bource                             | Guanyador |
| 2012 | Premis Oscar                              | Millor vestuari                    | Mark Bridges                               | Guanyador |
| 2012 | Premis Oscar                              | Millor muntatge                    | Anne-Sophie Bion Michel Hazanavicius       | Nominats  |
| 2012 | Premis Globus d'Or                        | Millor pel·lícula musical o còmica |                                            | Guanyador |
| 2012 | Premis Globus d'Or                        | Millor director                    | Michel Hazanavicius                        | Nominat   |
| 2012 | Premis Globus d'Or                        | Millor actor musical o còmic       | Jean Dujardin                              | Guanyador |
| 2012 | Premis Globus d'Or                        | Millor actriu secundària           | Bérénice Bejo                              | Nominat   |
| 2012 | Premis Globus d'Or                        | Millor guió                        | Michel Hazanavicius                        | Nominat   |
| 2012 | Premis Globus d'Or                        | Millor banda sonora                | Ludovic Bource                             | Guanyador |
| 2012 | Premis BAFTA                              | Millor pel·lícula                  |                                            | Guanyador |
| 2012 | Premis BAFTA                              | Millor director                    | Michel Hazanavicius                        | Guanyador |
| 2012 | Premis BAFTA                              | Millor actor                       | Jean Dujardin                              | Guanyador |
| 2012 | Premis BAFTA                              | Millor actriu secundària           | Bérénice Bejo                              | Nominat   |
| 2012 | Premis BAFTA                              | Millor guió                        | Michel Hazanavicius                        | Guanyador |
| 2012 | Premis BAFTA                              | Millor fotografia                  | Guillaume Schiffman                        | Guanyador |
| 2012 | Premis BAFTA                              | Millor música                      | Ludovic Bource                             | Guanyador |
| 2012 | Premis BAFTA                              | Millor vestuari                    | Mark Bridges                               | Guanyador |
| 2012 | Premis BAFTA                              | Millor disseny de producció        | Laurence Bennett Robert Gould              | Nominat   |
| 2012 | Premis BAFTA                              | Millor muntatge                    | Anne-Sophie Bion Michel Hazanavicius       | Nominat   |
| 2012 | Premis BAFTA                              | Millor maquillatge                 | Julie Hewett Cydney Cornell                | Nominat   |
| 2012 | Premis BAFTA                              | Millor so                          | Gérard Lamps Michael Krikorian Nadine Muse | Nominat   |
| 2012 | Premis César                              | Millor pel·lícula                  |                                            | Guanyador |
| 2012 | Premis César                              | Millor director                    | Michel Hazanavicius                        | Guanyador |
| 2012 | Premis César                              | Millor actor                       | Jean Dujardin                              | Nominat   |
| 2012 | Premis César                              | Millor actriu                      | Bérénice Bejo                              | Guanyador |
| 2012 | Premis César                              | Millor guió                        | Michel Hazanavicius                        | Nominat   |
| 2012 | Premis César                              | Millor fotografia                  | Guillaume Schiffman                        | Guanyador |
| 2012 | Premis César                              | Millor música                      | Ludovic Bource                             | Guanyador |
| 2012 | Premis César                              | Millor disseny de producció        | Laurence Bennett                           | Guanyador |
| 2012 | Premis César                              | Millor vestuari                    | Mark Bridges                               | Nominat   |
| 2012 | Premis César                              | Millor muntatge                    | Anne-Sophie Bion Michel Hazanavicius       | Nominat   |
| 2012 | Premis Goya                               | Millor pel·lícula europea          |                                            | Nominat   |